# 厚潔方鐵甲蟲
厚潔方鐵甲蟲（学名：Prionispa houjayi）为金花蟲科方鐵甲蟲屬下的一个种。